# (6637) Inoue
Pour les articles homonymes, voir Inoue.
(6637) Inoue est un astéroïde de la ceinture principale.

## Description
(6637) Inoue est un astéroïde de la ceinture principale. Il fut découvert le 3 décembre 1988 à Kitami par Kin Endate et Kazuro Watanabe. Il présente une orbite caractérisée par un demi-grand axe de 2,41 UA, une excentricité de 0,05 et une inclinaison de 4,7° par rapport à l'écliptique.

## Compléments